# رینوویتسه
رینوویتسه (به لاتین: Rýnovice) یک منطقهٔ مسکونی در جمهوری چک است که در یابلنتس ناد نیسو واقع شده‌است. رینوویتسه ۲٬۲۰۰ نفر جمعیت دارد.